# Le Cochon de Gaza
Le Cochon de Gaza je francouzsko-belgicko-německý hraný film z roku 2011, který režíroval Sylvain Estibal podle vlastního scénáře. Snímek měl světovou premiéru 21. září 2011. Film přistupuje k izraelsko-palestinskému konfliktu s humorem a ironií. Příběh se odehrává v roce 2005, v týdnech před stažením Izraele z Gazy.

## Děj
Jaafar je palestinský rybář z pásma Gazy, který jednoho dne náhodou chytí do svých sítí vietnamské prase. Jaafar, rozpolcený mezi svou muslimskou vírou, touhou zlepšit život své ženy, splatit dluhy a realitou konfliktu, se rozhodne podniknout velmi neobvyklý obchod s mladou rusko-izraelskou osadnicí Yelenou. Ona sama chová prasata, a protože nemá žádného samce, požádá Jaafara, aby jí přinesl jeho semeno. Jaafarovi souvěrci však nakonec zjistí, co udělal, a dají mu na výběr, zda zemře jako zrádce, nebo jako mučedník.

## Obsazení
| Sasson Gabai    | Jaafar                 |
| Baya Belal      | Fatima, Jaafarova žena |
| Myriam Tekaïa   | Yelena, ruská osadnice |
| Gassan Abbas    | holič, Jaafarův přítel |
| Khalifa Natour  | Hussein                |
| Maurad Saad     | kameraman džihádistů   |
| Lotfi Abdelli   | mladý policista        |
| Khaled Riani    | obchodník              |
| Manuel Cauchi   | Abo-Zouhair, kazatel   |
| Ulrich Tukur    | představitel OSN       |
| Rania Zouari    | lékárnice              |
| Marcelle Theuma | sousedka               |

## Ocenění
- Mezinárodní filmový festival v Tokiu: cena publika
- César: nejlepší filmový debut (Sylvain Estibal)